# Холи Спрингс (Мисисипи)
Холи Спрингс (енгл. Holly Springs) град је у америчкој савезној држави Мисисипи.

## Демографија
По попису из 2010. године број становника је 7.699, што је 258 (-3,2%) становника мање него 2000. године.
| Група             | 2000.         | 2010.         |
| Белци             | 1.804 (22,7%) | 1.471 (19,1%) |
| Афроамериканци    | 6.062 (76,2%) | 6.100 (79,2%) |
| Азијати           | 13 (0,2%)     | 14 (0,2%)     |
| Хиспаноамериканци | 47 (0,6%)     | 96 (1,2%)     |
| Укупно            | 7.957         | 7.699         |